# Maldon
För andra betydelser, se Maldon (olika betydelser).
Maldon är en stad (town) och civil parish i distriktet Maldon i grevskapet Essex i sydöstra England. Vid folkräkningen 2011 hade tätorten Maldon, som även inkluderar Heybridge, 21 462 invånare, och Maldon civil parish, som även inkluderar kringliggande landsbygd, hade 14 220 invånare.
I Maldons kyrka av All Saints är en glasmålning i minne av George Washington, med Sankt Nikolaus, Sankt Göran och Jeanne d'Arc, vapnet av England, Skottland, Wales, USA och Washington, USA:s självständighetsförklaring och Frihetsgudinnan.
Slaget vid Maeldun, mellan en engelsk armé under earl Byrhtnoth och en invaderande vikingahär, ägde rum här år 991.